# En concert (album de Mylène Farmer)
Pour les articles homonymes, voir En concert.
Albums de Mylène Farmer
Ainsi soit je...
(1988) L'Autre...
(1991)
Singles
1. Allan (Live)
Sortie : 4 décembre 1989
2. Plus grandir (Live)
Sortie : 23 avril 1990

En concert est le premier album Live de Mylène Farmer, paru le 4 décembre 1989 chez Polydor.
Composé de 18 titres, ce double album retrace le premier spectacle de Mylène Farmer, issu de sa première tournée qui s'est déroulée en 1989 et comprenait notamment une semaine au Palais des sports de Paris, une trentaine de dates en province et deux soirs à Bercy.
Enregistré lors des concerts du 20 et 21 octobre 1989 à Forest National à Bruxelles, le spectacle sort également en vidéo le 5 novembre 1990 (onze mois après l'album) et reçoit le « Prix européen de la Meilleure vidéo musicale ».
Certifié double disque d'or, double vidéo de platine et double DVD de platine, les ventes totales de Mylène Farmer en concert sont estimées à près de 600 000 exemplaires.

## Histoire

### Genèse
Après le succès de Libertine (1986) et Tristana (1987), extraits de son premier album Cendres de lune, Mylène Farmer sort en mars 1988 l'album Ainsi soit je..., qui connaît un énorme succès grâce aux titres Sans contrefaçon, Ainsi soit je..., Pourvu qu'elles soient douces et Sans logique.

Élue « Artiste de l’année 1988 » aux Victoires de la musique, elle reçoit quelques mois plus tard un disque de diamant : c'est la première fois qu'une chanteuse écoule un album à plus d'un million d'exemplaires en France.

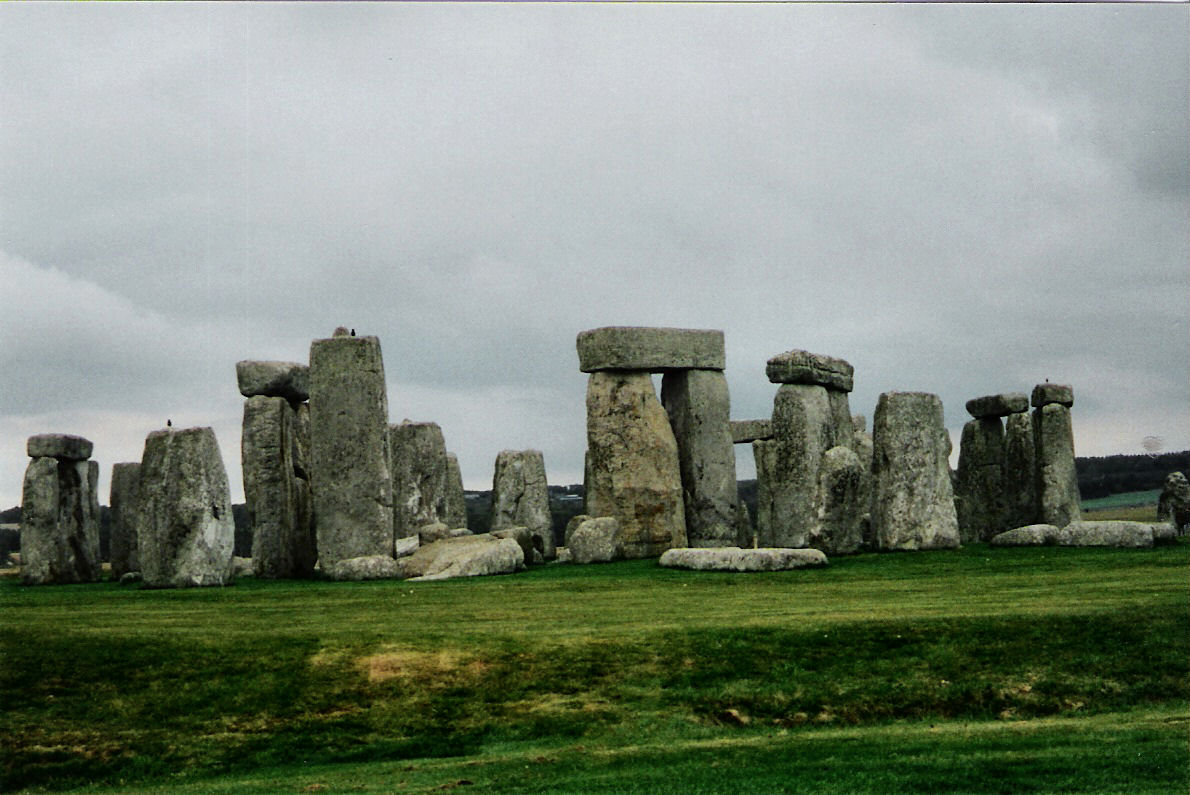
Le décor du Tour 89 est inspiré par Stonehenge.

En mai 1989, Mylène Farmer entame sa première tournée, durant laquelle elle présente un « show à l’américaine » dans un décor inspiré du monument de Stonehenge.

Après sept soirs au Palais des sports de Paris (qui affichent complet en cinq semaines), elle dévoile un titre inédit, À quoi je sers..., durant l'été. Elle se produit ensuite pour une trentaine de dates à l'automne 1989 en France, en Belgique et en Suisse, avant de terminer sa tournée par deux soirs à guichets fermés à Bercy en décembre, attirant au total plus de 300 000 spectateurs.

### Sortie
Enregistré lors des concerts du 20 et 21 octobre 1989 au Forest National de Bruxelles, l'album Mylène Farmer en concert paraît le 4 décembre 1989, juste avant les concerts de Bercy, avec Allan (Live) en guise de premier extrait.
Bien que Mylène Farmer n'en fasse aucune promotion, l'album est certifié double disque d'or en trois mois. Un second single, Plus grandir (Live), paraît au printemps 1990.
Le montage ayant duré près d'un an, la vidéo du concert ne paraît que le 5 novembre 1990, en VHS et LaserDisc. Certifiée double vidéo de platine peu après sa sortie, elle obtient le « Prix européen de la Meilleure vidéo musicale ».

Après avoir été publié en CD-i en 1995, le concert est réédité en VHS au sein d'une collection Master Série en 1996.

Ce n'est qu'en 2019 que le concert est disponible en DVD et Blu-Ray : ces nouveaux supports sont à leur tour certifiés double DVD de platine.
Les ventes totales de Mylène Farmer en concert sont estimées à près de 600 000 exemplaires.

## Pochette
La pochette de l'album présente la même photo que l'affiche de la tournée : Mylène Farmer fixant l'objectif et tenant les portes d'une grille, devant un nuage de fumée. La photo est signée par Marianne Rosensthiel.

Au sujet de cette photo, Gilles Laurent, qui a travaillé sur la conception du spectacle, déclarera : 

« L'affiche illustre un monde fermé, rendu mystérieux par la brume, auquel le commun des mortels n'a pas forcément accès, et dont Mylène est le gardien. Elle invite le public à y entrer, à la manière d'un Hitchcock nous disant "C'est ici que tout a commencé, entrez, je vais vous expliquer comment c'est arrivé"… [...] On avait, avec Laurent, une fascination commune pour une certaine littérature, qu'on pourrait illustrer par Le Tour d'écrou. Un roman angoissant et tragique, à la fin obscure, que beaucoup de cinéastes ont vainement essayé de restituer. Il s'agit de l'histoire d'une hantise qui touche un enfant. Le visuel du spectacle de Mylène a très naturellement été imprégné par cette littérature du XIXe siècle, morbide, effrayante et romantique. »

## Liste des titres

### Double CD
Le double CD est le seul support sur lequel figure l'intégralité des chansons.
| 1. | Prologue                      | -                  | Laurent Boutonnat               | 6:00 |
| 2. | L'Horloge                     | Charles Baudelaire | Laurent Boutonnat               | 4:30 |
| 3. | Plus grandir                  | Mylène Farmer      | Laurent Boutonnat               | 4:50 |
| 4. | Sans logique                  | Mylène Farmer      | Laurent Boutonnat               | 5:06 |
| 5. | Maman a tort                  | Jérôme Dahan       | Jérôme Dahan, Laurent Boutonnat | 6:20 |
| 6. | Déshabillez-moi               | Robert Nyel        | Gaby Verlor                     | 3:45 |
| 7. | Puisque                       | Mylène Farmer      | Laurent Boutonnat               | 8:15 |
| 8. | Pourvu qu'elles soient douces | Mylène Farmer      | Laurent Boutonnat               | 8:58 |
| 9. | Allan                         | Mylène Farmer      | Laurent Boutonnat               | 6:50 |

| 1. | À quoi je sers...                  | Mylène Farmer     | Laurent Boutonnat    | 5:05  |
| 2. | Sans contrefaçon                   | Mylène Farmer     | Laurent Boutonnat    | 6:10  |
| 3. | Jardin de Vienne                   | Mylène Farmer     | Laurent Boutonnat    | 5:30  |
| 4. | Tristana                           | Mylène Farmer     | Laurent Boutonnat    | 8:00  |
| 5. | Ainsi soit je...                   | Mylène Farmer     | Laurent Boutonnat    | 7:42  |
| 6. | Libertine                          | Laurent Boutonnat | Jean-Claude Dequéant | 12:00 |
| 7. | Mouvements de lune (Partie I)      | -                 | Laurent Boutonnat    | 4:22  |
| 8. | Je voudrais tant que tu comprennes | Georges Pirault   | Francis Lai          | 4:12  |
| 9. | Mouvements de lune (Partie II)     | -                 | Laurent Boutonnat    | 5:00  |

### Cassette et 33 tours
Certaines chansons présentes sur la cassette audio et le double 33 tours proposent des versions moins longues que sur le CD. Déshabillez-moi et la première partie de Mouvements de Lune ont été écartées, faute de place.

## Vidéo
Bien qu'ils aient fait office de single, les titres Plus grandir et Allan n'ont pas été intégrés aux supports vidéo.

## Description de l'album

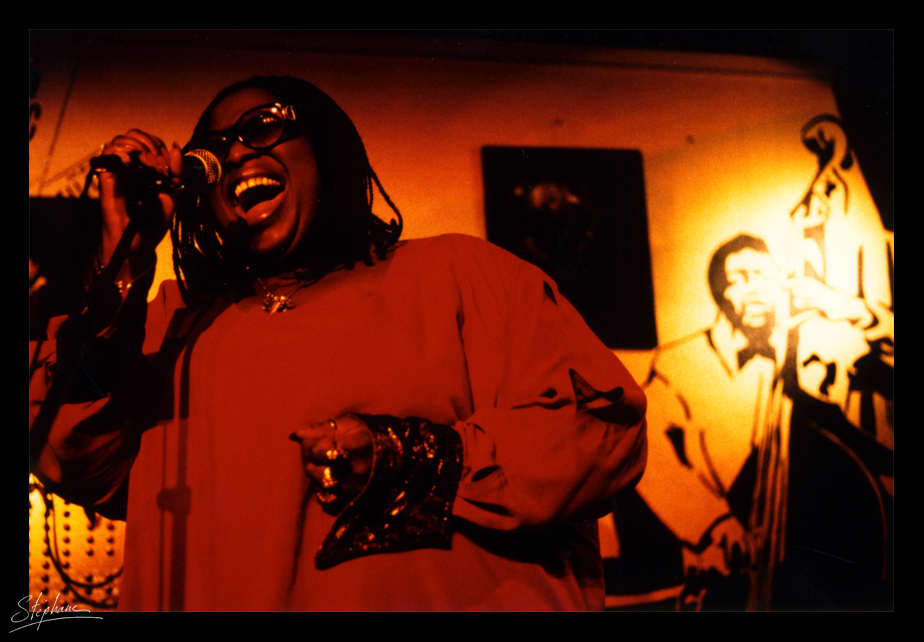
Carole Fredericks.

Composé de 18 titres, ce double album retrace la première tournée de Mylène Farmer. Enregistré lors des concerts du 20 et 21 octobre 1989 au Forest National de Bruxelles, il comprend :
- les quatre singles extraits de l'album Cendres de lune (Maman a tort, Plus grandir, Libertine et Tristana) ;
- des titres issus de l'album Ainsi soit je... : les quatre singles (Sans contrefaçon, Ainsi soit je..., Pourvu qu'elles soient douces et Sans logique), mais également L'Horloge, Allan, Jardin de Vienne et Déshabillez-moi ;
- le single inédit À quoi je sers..., sorti durant l'été 1989 ;
- le titre Puisque, qui était la face B du 45 tours de Pourvu qu'elles soient douces ;
- Je voudrais tant que tu comprennes, une reprise de Marie Laforêt datant de 1967[22] ;
- trois titres instrumentaux, servant d'introduction (Prologue) ou de conclusion (les deux parties de Mouvements de lune).

La plupart des chansons proposent des versions plus longues que les originales, du fait notamment de l'ajout d'introductions supplémentaires (dont un extrait du film Hamlet de Laurence Olivier au début de Libertine) ou de refrains repris avec le public. Un sketch est même proposé sur Maman a tort entre Mylène Farmer et la choriste Carole Fredericks.

## Description de la vidéo

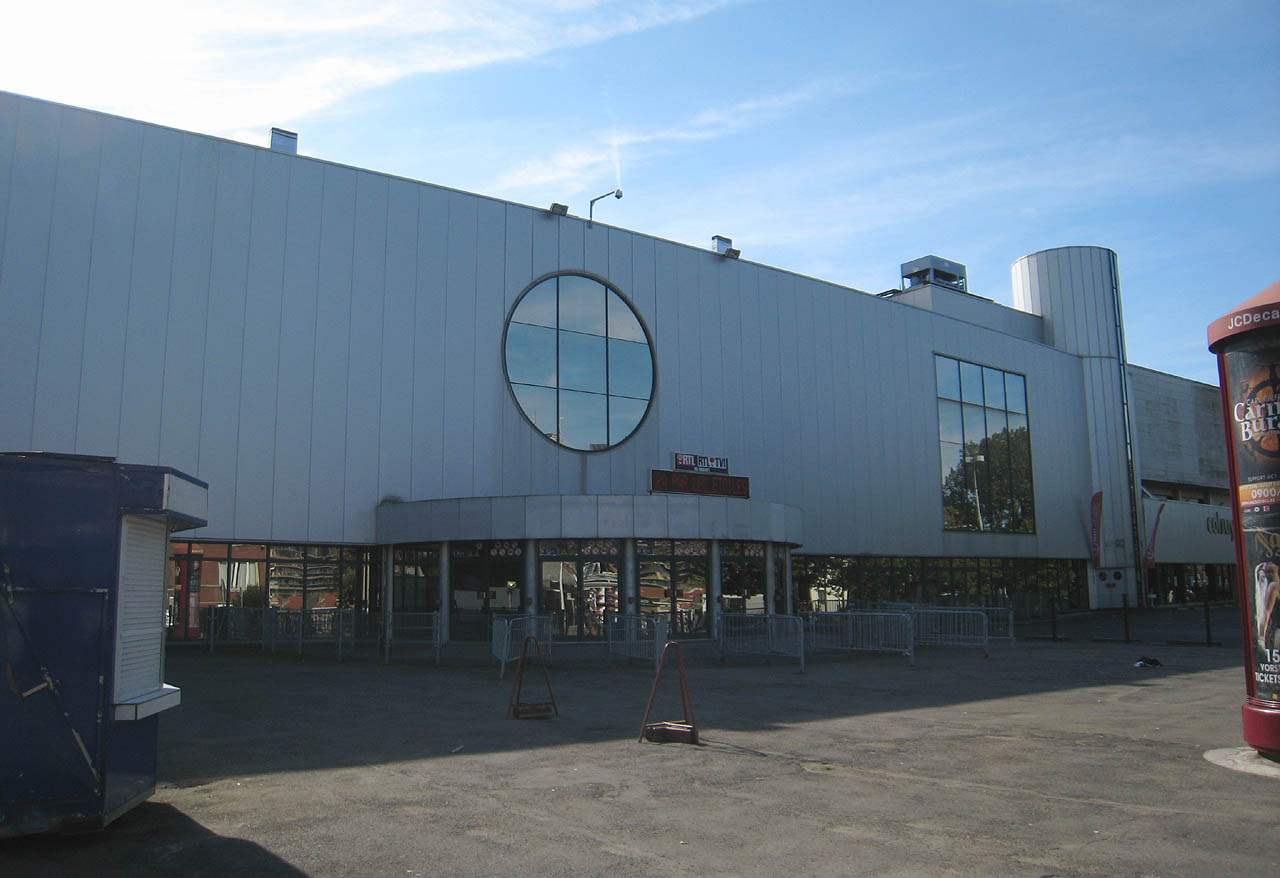
Le Forest National de Bruxelles.

La captation vidéo du spectacle a été enregistrée, comme l'album, lors des concerts du 20 et 21 octobre 1989 au Forest National de Bruxelles. Outre les deux captations en public, le spectacle a également été filmé devant une salle vide durant l'après-midi, en conditions réelles, afin de pouvoir filmer tous les plans souhaités sans gêner la vision du public.

Tourné avec de la pellicule 16 mm, comme pour le cinéma, le film du spectacle est signé par Laurent Boutonnat, et la réalisation du tournage par François Hanss. Agnès Mouchel, qui a travaillé sur le montage avec Laurent Boutonnat pendant près d'un an, déclarera : 

« Le montage s'est fait directement sur une table de 16 mm. Pour chaque chanson, j'avais 16 bobines (8 caméras sur deux jours plus leur son témoin). [...] Techniquement, c'était un vrai travail de fourmi, laborieux qui demandait beaucoup de manipulations. Il fallait jongler en permanence avec toutes les caméras, sans avoir la possibilité visuelle de les comparer entre elles. On pouvait passer une semaine ou deux sur une même chanson. C'est un montage très découpé, avec parfois des plans très courts sur un regard, un sourire, un détail de la chorégraphie, mais qui restent lisibles, parce que dans le tempo. Le tout contribuant à restituer la dynamique et l'esprit du spectacle. »

Les premières images rappellent celles du film Les Dieux du stade de Leni Riefenstahl, qui s'ouvrait sur un long travelling autour du Parthénon. Boutonnat fait de même avec le décor du spectacle (des pierres tombales inspirées par Stonehenge) qu'il filme au milieu d'un champ abandonné.
Bien qu'elles aient servi de single, les chansons Allan et Plus grandir ne font pas partie du film. Les prestations de ces chansons sont visibles sur leurs clips respectifs, mais en version tronquées : le clip d'Allan intègre quelques images tournées en extérieur et en studio, tandis que celui de Plus grandir compile plusieurs moments forts du spectacle. Ces deux clips s'ouvrent et se ferment sur une image de ciel chargé de nuages noirs, rappelant à nouveau le film Les Dieux du stade dans lequel cette même image sépare de façon régulière toutes les séquences.
Salué par la critique, ce film obtiendra le « Prix européen de la Meilleure vidéo musicale ».

## Accueil critique

### Album
- « Mylène Farmer en concert est un disque brillant par la qualité de l'enregistrement et l'ordonnancement des titres qui, petit à petit, font monter l'ambiance cran par cran. [...] Rares sont les albums enregistrés en public qui véhiculent autant d'images positives et émotionnelles que celui-ci. Pas fade pour un sou, ce disque est une perle du genre qui sort vraiment du lot des productions actuelles. » (Le Soir)[27]
- « Une belle performance technique et musicale. » (Le Mag)[28]
- « Ce Live restitue parfaitement bien l'ambiance des concerts et même si l'on n'est pas très branché par ce type de disque, les versions de Maman a tort, Allan, Sans contrefaçon, Pourvu qu'elles soient douces ou la reprise de Marie Laforêt valent vraiment le détour. » (Star Music)[29]
- « Un produit léché et raffiné, qui permettra aux néophytes de découvrir l'art Farmerien. » (7 à Paris)[30]
- « À l'heure où tant de stars éphémères ne sont que de purs produits de studio, Mylène Farmer fait la superbe démonstration d'un vrai talent de femme de scène. On la sent évoluer avec un bonheur total dans ses mise en scènes sonores inquiétantes et sophistiquées. Voix de femme, voix d'enfant, couplets de petite fille amoureuse ou peureuse, Mylène séduit à chaque syllabe de son ton acide mais caressante. Un double album qui est un vrai cadeau, d'autant plus que la présentation, avec un livret photos, est de grande classe. » (La Voix du Nord)[31]

### Vidéo
- « Ce Live n'a rien à voir avec un concert traditionnel. Filmé avec quinze caméras, ce spectacle est un bonheur de chaque instant. Le montage de Boutonnat crée, autour de chaque chanson, une ambiance particulière. Mylène est, quant à elle, parfaite. Chapeau ! » (Vidéo 7)[10]
- « Il s'agit une fois encore d'un petit chef d’œuvre. » (OK! Magazine)[32]
- « Spectacle total où cette libertine transpire toute l'énergie de son corps, pleure devant tant de mains qui se tendent. Laurent Boutonnat, son Pygmalion, signe là une remarquable réalisation. » (Le Nouveau Quotidien)[33]
- « Cette cassette rend bien l'atmosphère mystérieuse et grandiose de ses spectacles. Le film est habilement mené grâce à de magnifiques prises de vues rythmées par un montage efficace. Le tout est évidemment accompagné de ses plus grands tubes. En un mot, voici une des plus belles vidéos musicales de l'année. » (Cool Graffiti)[34]
- « Ce document étonnant, filmé de façon magistrale par Laurent Boutonnat, est un souvenir fidèle de la tournée de Mylène en 1989. [...] De l'entrée sur scène spectaculaire de L'Horloge aux larmes d'émotion de Je voudrais tant que tu comprennes, c'est un parcours sans fautes pour notre fascinante superstar. Pour ceux qui ont raté ces concerts, c'est l'occasion de voir Mylène comme vous ne l'avez jamais vue. » (Salut!)[35]

## Singles
Deux chansons sont sorties en single : Allan (Live) et Plus grandir (Live).

### Allan (Live)

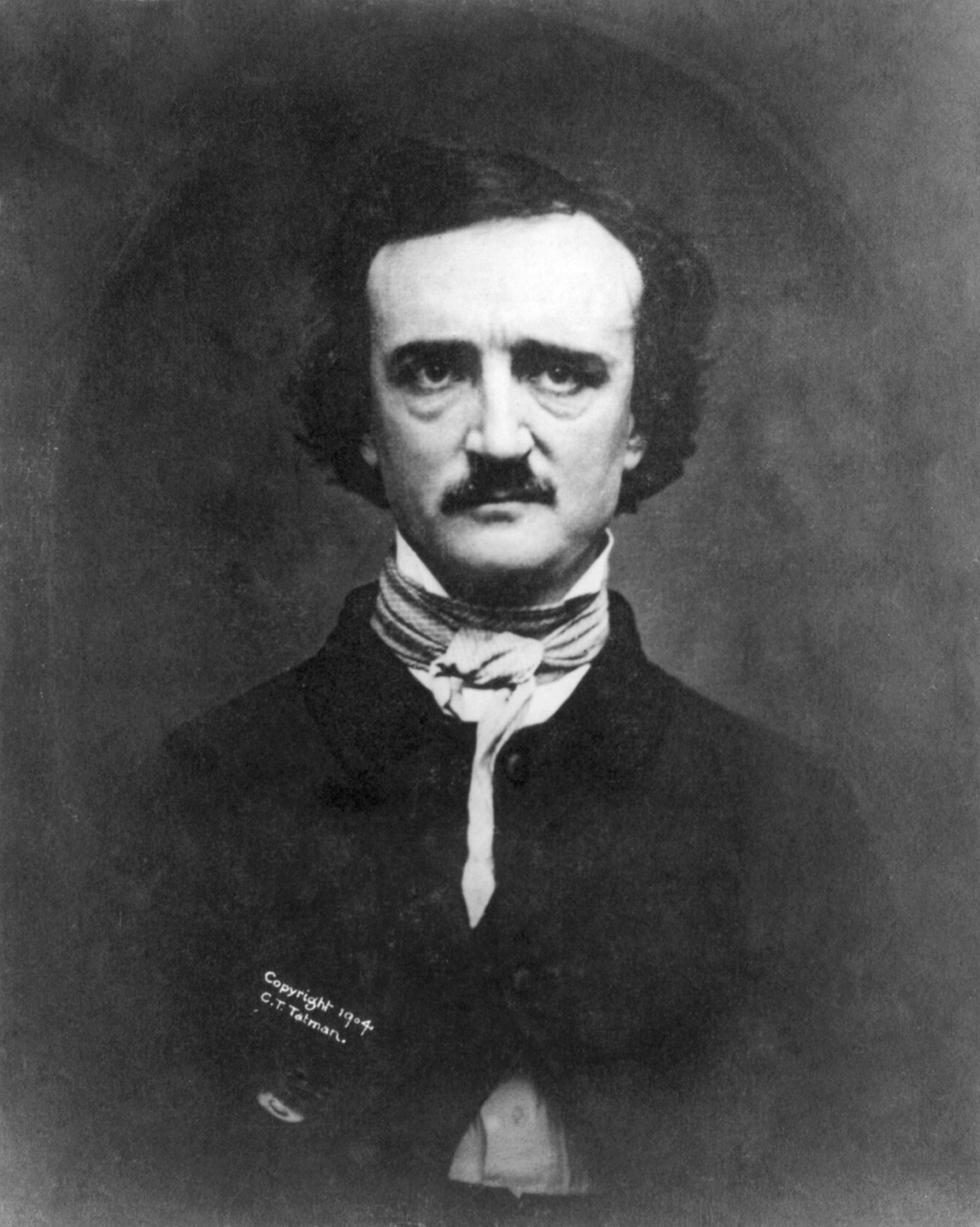
Edgar Allan Poe.

Le single Allan (Live) sort le 4 décembre 1989 (le même jour que l'album Mylène Farmer en concert). Ce titre, dont la version originale figurait sur l'album Ainsi soit je..., est un en hommage à l'écrivain américain Edgar Allan Poe.

La version single propose une version raccourcie par rapport à celle présente sur l'album, l'introduction jazzy ayant été supprimée. Sur la face B, figure Psychiatric, un titre inédit.
Réalisé par Laurent Boutonnat, le clip mêle des images de l'interprétation de la chanson en concert (filmée en octobre 1989 au Forest National de Bruxelles) avec des plans tournés en janvier 1990 dans un champ à Marne-la-Vallée.
Le titre atteint la 12e place des diffusions en radio et la 32e place du Top 50, dans lequel il reste classé durant 8 semaines.

### Plus grandir (Live)
En guise de second single, Mylène Farmer décide de publier la version Live de Plus grandir, un titre paru en single en 1985 et dont la version originale figure sur le premier album de la chanteuse, Cendres de lune.
Sorti le 23 avril 1990, Plus grandir (Live) bénéficie d'un clip compilant plusieurs extraits du spectacle, tout en mettant l'accès sur la chorégraphie de Plus grandir que Mylène Farmer effectue entourée de deux danseuses. Des remixes sont enregistrés, sur lesquels des couplets de la choriste Carole Fredericks ont été ajoutés (certains faisant partie de la version Live de Maman a tort).
Le titre atteint la 8e place des diffusions en radio et la 35e place du Top 50, dans lequel il reste classé durant 7 semaines.

## Classements et certifications
Entré à la 18e place du Top Albums français, En concert atteint la 9e place cinq semaines plus tard. Bien que Mylène Farmer n'en fasse aucune promotion, l'album est certifié double disque d'or en trois mois.

En Belgique, l'album passe plusieurs semaines à la 2e place et devient la 17e meilleure vente d'albums de l'année 1990 en Wallonie.
Parue un an plus tard, la VHS est certifiée double vidéo de platine peu après sa sortie. Après plusieurs rééditions dans les années 1990, le concert est disponible en DVD et Blu-Ray en 2019 : ces nouveaux supports sont à leur tour certifiés double DVD de platine.
Les ventes totales de Mylène Farmer en concert sont estimées à près de 600 000 exemplaires.
| Classement                       | Meilleure position |
| -------------------------------- | ------------------ |
| Belgique (Ultratop)              | 2                  |
| France (SNEP)                    | 9                  |
| Europe (European Top 100 Albums) | 46                 |

| Pays           | Certification |
| -------------- | ------------- |
| France (Album) | 2 × Or        |
| France (VHS)   | 2 × Platine   |
| France (DVD)   | 2 × Platine   |

## Crédits
| - Paroles : Mylène Farmer, sauf : - L’horloge : Charles Baudelaire - Maman a tort : Jérôme Dahan - Déshabillez-moi : Robert Nyel - Libertine : Laurent Boutonnat - Je voudrais tant que tu comprennes : Georges Pirault - Musique : Laurent Boutonnat, sauf : - Maman a tort : Laurent Boutonnat et Jérôme Dahan - Déshabillez-moi : Gaby Verlor - Je voudrais tant que tu comprennes : Francis Lai - Claviers : Bruno Fontaine - Batterie : Yves Sanna - Percussions : Philippe Draï - Guitares : Slim Pezin - Basse : Christian Padovan - Violoncelle : Jean-Philippe Audin - Choristes : Carole Fredericks et Beckie Bell - Production de l'album et direction artistique : Laurent Boutonnat | - Production du spectacle : Laurent Boutonnat et Thierry Suc, en accord avec les éditions Bertrand Le Page - Chorégraphies : Mylène Farmer - Danseurs : Sophie Tellier, Edwige Chandelier, Christophe Danchaud, Bruno Balto, Georges Barrier, Alicia De La Fuente, Yann Jonas, Dominique Martinelli - Coordination des chorégraphies : Sophie Tellier - Décor : Hubert Monloup - Costumes : Thierry Mugler - Lumières : Jacques Rouveyrollis - Lumières salle : Fred Peveri - Ingénieur retour son : Dominique Chalhoub - Prise de son et mixage : Thierry Rogen - Enregistrement : Studio mobile Le Voyageur II / Yves Jaget - Mixé au Studio Mega - Mastering et gravure : André Perriat pour Top Master - Photos : Marianne Rosentiehl pour Sygma - Maquette : Jean-Paul Théodule |